# Rok Štorman
Rok Štorman (* 4. září 2004, Celje) je slovinský fotbalový útočník a mládežnický reprezentant, hrající za Karvinou.

## Klubová kariéra
Štorman začal s fotbalem ve dvanácti letech v Celji, poté strávil 4 roky v dresu Radomlje. Tam se stal nejlepším střelcem dorostenecké ligy.

### NK Radomlje
Debut v nejvyšší slovinské soutěži zaznamenal dne 6. prosince 2022 při porážce 7:0 s Mariborem, nastupoval v 60. minutě. První branky se dočkal 4. října 2024 s NK Nafta, kdy v 40. minutě otevíral skóre zápasu, který skončil výhrou 2:0 ve prospěch domácích. Jarní část sezony 2023/24 hostoval v druholigovém Brinje Grosuplje, kde v 12 utkáních vstřelil 5 gólů.

### MFK Karviná
Dne 14. února 2025 byl představen jako nová posila v Karviné. V české lize debutoval již o den později proti pražské Spartě, kdy v závěru zápasu střídal za Filipa Vechetu.

## Reprezentační kariéra
V dresu jeho rodné země poprvé nastupoval v kategorii U19. Nominován byl na dvojzápas s Bulharskem v srpnu 2022, zasahoval do obou zápasů.